# Wilma Mankiller
Wilma Pearl Mankiller (in lingua cherokee: ᎠᏥᎳᏍᎩ ᎠᏍᎦᏯᏗᎯ A-ji-luhsgi Asgaya-dihi; Tahlequah, 18 novembre 1945 – Contea di Adair, 6 aprile 2010) è stata una politica e attivista statunitense, prima donna eletta come capo tribù della Nazione Cherokee.

## Primi anni (1945–1955)
Wilma Mankiller nacque nel 1945 a Tahlequah da Charley Mankiller, un nativo cherokee, e da Clara Irene Sutton, di origini irlandesi ed olandesi. Il suo cognome Mankiller fa riferimento ad un tradizionale rango militare cherokee, simile a capitano o maggiore, oppure ad uno sciamano con l'abilità di vendicare le ingiustizie con metodi spirituali. Wilma aveva cinque fratelli più grandi: Louis Donald "Don", Frieda Marie, Robert Charles, Frances Kay e John David. Nel 1948 la famiglia si trasferì in una casa costruita da suo padre, suo zio e suo fratello Don. La piccola casa non aveva elettricità né impianto idraulico e vivevano in "estrema povertà". La famiglia cacciava e pescava, inoltre coltivava un orto per nutrirsi.

## Trasferimento a San Francisco (1956-1976)
Nel 1955 una grave siccità rese più difficile per la famiglia provvedere a se stessa. Come parte della politica di reinsediamento dei nativi americani, l'Indian Relocation Act del 1956 fornì assistenza per trasferire le famiglie native in aree urbane. Gli agenti del Bureau of Indian Affairs promisero migliori condizioni di vita per le famiglie che accettavano di trasferirsi. Nel 1956 la sua famiglia si trasferì a San Francisco dove, sebbene fosse stato promesso loro un appartamento in città, furono alloggiati in uno squallido hotel nel distretto di Tenderloin per diverse settimane.
Per Mankiller e i suoi fratelli fu difficile intraprendere la vita scolastica per via del loro cognome e delle loro origini. A causa del suo stato di alienazione, lasciò diverse volte la scuola, riuscendo però a diplomarsi nel 1963. 
Dopo il diploma trovò un lavoro d'ufficio in una società finanziaria e si trasferì con sua sorella Frances. Quell'estate conobbe Hector Hugo Olaya de Bardi, uno studente universitario ecuadoriano di una famiglia benestante. I due si sposarono a Reno, in Nevada, nel 1963.

### Attivismo
Nel 1964 un piccolo gruppo di attivisti della Red Power occupò l'isola di Alcatraz per alcune ore. Alla fine degli anni '60, un gruppo di studenti dell'Università della California a Berkeley, Los Angeles e Santa Cruz, insieme a studenti dello Stato di San Francisco, iniziarono a protestare contro la guerra del Vietnam e a favore dei diritti civili per le minoranze etniche e per le donne. Tra i gruppi nati nel periodo vi era l'American Indian Movement (AIM), che a San Francisco era incentrato sulle attività del San Francisco Indian Center. Nell'ottobre 1969 il Centro fu oggetto di un incendio e la perdita del loro luogo di incontro creò un legame tra amministratori e attivisti studenteschi, che unirono i loro sforzi per portare alla luce la difficile situazione dei nativi americani urbani con la rioccupazione di Alcatraz.
L'occupazione ispirò Mankiller nell'attivismo per i diritti civili. Iniziò a frequentare altri nativi americani, diventando attiva nei gruppi a sostegno dell'occupazione. Mentre visitava Alcatraz, la maggior parte del suo lavoro si concentrava sulla raccolta di fondi e sul sostegno, raccogliendo scorte di coperte, cibo e acqua per coloro che erano sull'isola.

### Lavoro sociale
Nel 1972 si iscrisse alla San Francisco State University. Contro i desideri di suo marito, comprò la propria auto e iniziò a cercare l'indipendenza, portando le sue figlie agli eventi dei nativi americani lungo la costa occidentale. Durante i suoi viaggi, incontrò membri della Pit River Tribe nel nord della California, vicino a Burney, e si unì alla loro campagna di risarcimento con la Indian Claims Commission e la Pacific Gas and Electric Company per terre prese illegalmente dalla tribù durante la corsa all'oro californiana.
Nel 1974 Mankiller e Olaya divorziarono e si trasferì con le sue due figlie a Oakland. In qualità di assistente sociale presso l'Urban Indian Resource Center, lavorò a programmi di ricerca sull'abuso e l'abbandono dei minori, affidamento e adozione di bambini nativi. Riconoscendo che la maggior parte dei bambini indigeni era ospitata da famiglie senza conoscenza delle tradizioni native, lavorò sulla legislazione con altri membri del personale e avvocati per preservare la loro cultura. La legge in seguito approvata come Indian Child Welfare Act rese illegale il collocamento di bambini nativi in famiglie non native.

## Ritorno in Oklahoma

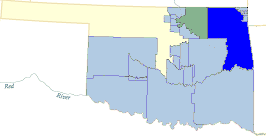
Mappa dell'area di giurisdizione tribale contemporanea Cherokee Nation (blu scuro)

### Sviluppo della comunità (1976-1983)
Nel 1976 Mankiller tornò in Oklahoma. Dopo aver svolto attività di volontariato per la Nazione Cherokee, fu assunta per lavorare su un programma rivolto ai giovani Cherokee sull'insegnamento delle scienze ambientali. Dopo essersi laureata in servizi sociali si iscrisse ai corsi di laurea in sviluppo della comunità presso l'Università dell'Arkansas a Fayetteville.
Nel 1981 il capo tribale Ross Swimmer la promosse come primo direttore del Dipartimento per lo sviluppo della comunità della nazione Cherokee.

### Politica (1983-1995)

#### Vice capo (1983–1985)
Nel 1983 fu selezionata come compagna di corsa alle elezioni da Ross Swimmer nel tentativo di ottenere il suo terzo mandato consecutivo come capo principale. Sebbene entrambi volessero che la tribù diventasse più autosufficiente, Swimmer pensava che bisognasse agire attraverso lo sviluppo di attività tribali, come alberghi e aziende agricole. Mankiller voleva concentrarsi sulle piccole comunità rurali, migliorando l'edilizia abitativa e l'assistenza sanitaria. Fu sorpresa dal sessismo che affrontò, poiché nella società tradizionale cherokee famiglie e clan erano organizzati matrilinealmente. Sebbene tradizionalmente le donne non avessero ricoperto posizioni nominate nel governo Cherokee, avevano un consiglio femminile che esercitava un'influenza notevole ed erano responsabili dell'addestramento del capo tribale. Nonostante le difficoltà divenne la prima donna eletta come vice capo della Nazione Cherokee. In tale veste, uno dei suoi compiti principali era quello di presiedere il Consiglio tribale, l'organo di governo di quindici membri per la nazione Cherokee. Si rese presto conto di avere scarso sostegno nel consiglio in quanto donna.

#### Capo principale, mandato parziale (1985-1986)
Nel 1985 il capo Swimmer si dimise in quanto nominato segretario aggiunto dell'Ufficio degli affari indiani degli Stati Uniti. Mankiller gli successe come primo capo femminile principale della Nazione Cherokee nel 1985. La copertura della stampa su Mankiller la rese una celebrità internazionale e migliorò la percezione dei nativi americani in tutto il paese. In articoli come l'intervista del novembre 1985 per People, Mankiller si sforzò di mostrare che le tradizioni culturali native di cooperazione e rispetto per l'ambiente li avevano trasformati in modelli di riferimento per il resto della società. In un'intervista sottolineò che le donne cherokee erano state apprezzate come membri delle loro comunità prima che la società tradizionale imponesse il patriarcato alla tribù. Nel presentare le sue critiche alle politiche amministrative di Reagan che avrebbero potuto diminuire l'autodeterminazione tribale o minacciare la loro cultura, strinse relazioni con vari politici importanti. Dopo cinque mesi dalla sua nomina a capo, lo status di celebrità di Mankiller la portò alla sua elezione quell'anno come donna indiana americana dell'anno, un'onorificenza conferita dalla Federazione delle donne indiane dell'Oklahoma, e alla sua introduzione nella Women's Hall of Fame dell'Oklahoma. Conseguì un dottorato onorario presso l'Università del New England e ricevette un encomio per la leadership dall'Università di Harvard.

#### Capo principale, primo mandato eletto (1987-1991)
Una delle prime iniziative di Mankiller fu quella di fare pressioni per mantenere il funzionamento del Talking Leaves Job Corps Center, che il Dipartimento del Lavoro degli Stati Uniti aveva inserito in un elenco per la chiusura.
Fondando il Private Industry Council, Mankiller riunì governo e imprese private per analizzare i modi per generare crescita economica nell'Oklahoma nord-orientale. Stabilì opportunità e programmi di formazione professionale che offrivano competenze finanziarie e tecniche ai membri tribali che volevano avviare le loro piccole imprese. Inoltre sostenne la creazione di una società tribale di cablaggio elettronico, la costruzione di una centrale idroelettrica e un'operazione orticola. Un'altra iniziativa lanciata poco dopo il suo insediamento fu una richiesta di risarcimento da parte del governo degli Stati Uniti per appropriazione indebita di risorse dal fiume Arkansas.
Lo sviluppo più significativo nel suo primo mandato completo fu il negoziato con lo Stato dell'Oklahoma per la condivisione delle imposte sulle imprese che operavano nelle terre Cherokee. Il patto, firmato dal governatore David Walters e dalla guida di tutte le cinque le tribù civilizzate, ad eccezione della nazione Muscogee (Creek), permise ai capi di riscuotere le tasse statali e trattenere una parte delle entrate.
Mankiller inoltre firmò un accordo per la Nazione Cherokee per partecipare a un progetto che permetteva alla tribù di autogovernarsi e assumersi la responsabilità per utilizzo di fondi federali. Questo cambiamento di politica avvenne a causa di accuse di corruzione e cattiva gestione nell'Ufficio degli affari indiani. Durante la sua prima amministrazione completa, il suo governo costruì nuove cliniche sanitarie e istituì servizi di ambulanza. Mankiller ricevette due lauree honoris causa dalla Yale University nel 1990 e dal Dartmouth College nel 1991.

#### Capo principale, secondo mandato eletto (1991-1995)
Nel 1991 Mankiller intraprese il suo secondo mandato. Una delle sue prime azioni fu quella di partecipare a una conferenza sui programmi educativi per i nativi americani, dove si oppose fortemente alla centralizzazione dell'educazione indiana. Allo stesso modo si oppose alla legislazione proposta dalla Camera dei rappresentanti dell'Oklahoma per riscuotere le tasse sulle sigarette sui prodotti venduti nei negozi di fumo indiani ai non indiani.
Dopo il passaggio dell'Indian Arts and Crafts Act del 1990, che prevedeva sanzioni civili e penali per gli artisti non nativi che promuovevano il loro lavoro come "Arte indiana", la tribù ebbe la capacità di certificare gli artigiani che non potevano provare la loro origine.
Nel 1993 scrisse all'allora governatore della Georgia Zell Miller per protestare contro il riconoscimento statale di gruppi che rivendicavano origini di Cherokee e Muscogee (Creek). Lei e altri capi tribali tra le Cinque Tribù Civilizzate credevano che il processo di riconoscimento statale potesse consentire ad alcuni gruppi di rivendicare falsamente l'eredità nativa. Durante le audizioni del Congresso sulla riforma delle politiche di riconoscimento tribale a Washington, Mankiller dichiarò la sua opposizione a qualsiasi riforma che indebolisse il processo di riconoscimento. Durante il suo mandato come capo il consiglio tribale Cherokee approvò due risoluzioni per impedire a coloro che non avevano un certificato di grado di sangue indiano (CDIB) di iscriversi alla tribù.

### Ritorno all'attivismo (1996–2010)

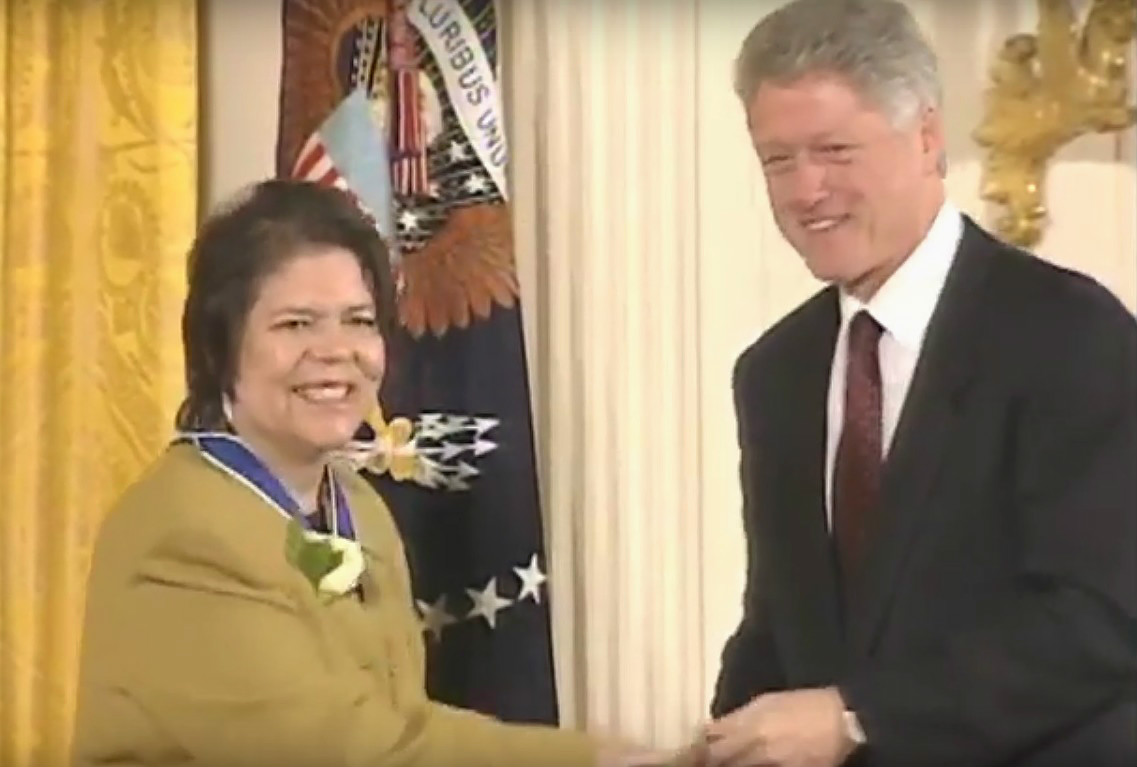
Wilma Mankiller riceve la medaglia presidenziale della libertà dal presidente Clinton, gennaio 1998

Dopo il suo mandato come capo, nel 1996 Mankiller divenne docente al Dartmouth College, dove lavorò nel programma di studi sui nativi americani. Quell'anno fu premiata con l'Elizabeth Blackwell Award dall'Hobart e William Smith College per il suo servizio esemplare all'umanità. Intraprese un tour di conferenze nazionali, parlando di assistenza sanitaria, sovranità tribale, diritti delle donne e consapevolezza del cancro. Nel 1997 ricevette una laurea honoris causa dallo Smith College e nel 1998 il presidente Clinton le assegnò la medaglia presidenziale della libertà, il più alto riconoscimento civile negli Stati Uniti.

## Morte ed eredità
Morì di un cancro nella sua casa di campagna nella contea di Adair, in Oklahoma. Le fu assegnato postumo il Drum Award per il Lifetime Achievement dalle Cinque tribù civilizzate.
Nel corso dei suoi tre mandati come capo principale, Mankiller rinvigorì la nazione Cherokee attraverso progetti di sviluppo della comunità in cui uomini e donne lavorano collettivamente per il bene comune. Migliorò i negoziati tra tribù e tribali e contribuì a creare e guidare le relazioni tra la nazione Cherokee e il governo federale degli Stati Uniti.

## Opere selezionate
- Wilma Mankiller, Keeping Pace With the Rest of the World, in Southern Exposure, Institute for Southern Studies, 1985, ISSN 0146-809X (WC · ACNP).
- Wilma P. Mankiller, The chief cooks: traditional Cherokee recipes, Muskogee, Oklahoma, Hoffman Printing Company, 1988, OCLC 25384767.
- Yvonne Kauger, Richard Du Bey e Wilma Mankiller, Promoting Effective State-Tribal Relations: A Dialogue, a cura di Zelio, Denver, Colorado, National Conference of State Legislatures, 1990, ISBN 978-1-55516-975-6.
- Wilma Mankiller, Education and Native Americans: Entering the Twenty-First Century on Our Own Terms, in National Forum, vol. 71, n. 2, Louisiana State University, Spring 1991,  pp. 5-7, ISSN 0162-1831 (WC · ACNP).[80]
- Wilma Mankiller e Michael Wallis, Mankiller: A Chief and Her People, 1st, New York, New York, St. Martin's Press, 1993, ISBN 978-0-312-09868-1.
- Mankiller (a cura di), The Reader's Companion to U.S. Women's History, New York, New York, Houghton Mifflin Harcourt, 1999, ISBN 978-0-618-00182-8.
- Wilma Mankiller, Returning Home, in Solomon (a cura di), That Takes Ovaries!: Bold Females and Their Brazen Acts, New York, New York, Three Rivers Press, 2002,  pp.  64–66., ISBN 978-0-609-80659-3.
- Wilma Pearl Mankiller e Introduction: Gloria Steinem; Forward: Vine Deloria, Jr., Every Day is a Good Day: Reflections by Contemporary Indigenous Women, Golden, Colorado, Fulcrum Publishing, 2004, ISBN 978-1-55591-516-2.